# Paula Arcos
Paula Arcos Poveda (født 21. december 2001) er en kvindelig spansk håndboldspiller som lige nu står uden klub efter at Vipers Kristiansand gik fallit.
Hun har tidligere spillet for CB Atlético Guardés og BM Bera Bera i den spanske División de Honor Femenina og Spaniens kvindehåndboldlandshold.
Hun repræsenterede Spanien, da hun var blandt de udvalgte i landstræner Carlos Vivers endelige trup ved Sommer-OL 2020 i Tokyo, hvor holdet endte på en samlet 9. plads